# (16064) Дэвидхарви
(16064) Дэвидхарви (лат. Davidharvey) — околоземный астероид из группы Амура (III), который принадлежит к тёмному спектральному классу C. Он был открыт 5 сентября 1999 года в рамках астрономического обзора Каталина и назван в честь американского программиста из Аризонского университета Дэвида Харви.

Орбита астероида Дэвидхарви и его положение в Солнечной системе